# 남방큰돌고래
남방큰돌고래(영어: Indo-Pacific bottlenose dolphin, 학명: Tursiops aduncus) 또는 인도태평양병코돌고래는 큰돌고래속에 속하는 돌고래 종의 하나이다. 이 돌고래는 몸길이 2.6m, 몸무게 230kg까지 성장한다. 인도와 오스트레일리아 북부, 중국 남부 연안, 홍해 그리고 아프리카 동부 연안 , 제주도 연안 등에서 서식한다. 등 쪽은 어두운 회색을 띠며, 배 쪽은 회색 반점과 함께 밝은 회색 또는 흰색에 가까운 색깔을 띤다.
1998년까지는 큰돌고래속(병코돌고래속) 종으로 큰돌고래(T. truncatus)가 유일한 것으로 간주해왔으나, 1998년에 남방큰돌고래를 별도의 종으로 인정했다. 남방큰돌고래는 일반적으로 큰돌고래(커먼큰돌고래)보다 작고, 부리는 더 길고 균형이 잡혀 있으며, 배 쪽과 아래 쪽에 반점을 갖고 있다. 또한 큰돌고래가 각각의 턱에 21~24개의 이빨을 갖고 있는 것에 비해, 남방큰돌고래는 23~29개로 더 많은 이빨을 갖고 있다. 남방큰돌고래가 커먼큰돌고래보다는 알락돌고래속(Stenella)과 참돌고래속(Delphinus)의 돌고래 종들, 특히 대서양알락돌고래(S. frontalis)와 더 밀접한 관련이 있다고 추정하는 증거도 있다.
이 분야의 오래된 과학적 데이터 대부분은 남방큰돌고래와 일반 병코돌고래에 대한 데이터를 단일 그룹으로 결합하여 두 종 사이의 구조적 차이를 결정하는데 효과적으로 유용하지 않다. IUCN은 남방큰돌고래를 멸종위기종 적색목록에 멸종 위기에 가까운 돌고래로 등재하고 있다.

## 설명
남방큰돌고래는 생김새에서 흔히 볼 수 있는 병코돌고래와 매우 비슷하다. 일반적인 병코돌고래는 상당히 튼튼한 몸집과 적당한 길이의 부리, 키가 크고 구부러진 등지느러미를 가지고 있지만, 남방큰돌고래는 몸집이 더 가늘고 부리는 더 길고 더 가늘다. 또한 남방큰돌고래는 다소 밝은 파란색을 띠는 경향이 있으며 곶은 일반적으로 더 뚜렷하며 밝은 spinal blaze가 등지느러미 아래로 확장된다. 그러나, 항상 존재하는 것은 아니지만, 가장 분명한 차이는 일반적인 병코돌고래에서 매우 드문 남방큰돌고래 성체들의 배에 검은 점이나 반점이 있는 것으로 구분될 수 있다. 그들의 이빨은 위턱과 아래턱에 각각 23~29개 사이이고 일반적인 병코돌고래의 이빨보다 더 가늘다. 남방큰돌고래의 크기는 지리적 위치에 따라 달라질 수 있지만, 평균 길이는 2.6m (8.5ft)이고 무게는 최대 230kg (510lb)이다. 출생 시 길이는 0.84 ~ 1.5m(2.8 ~ 4.9ft)이다.

## 먹이
남방큰돌고래는 다양한 물고기와 두족류(특히 오징어)를 먹는다.
한 연구에서 연구원들은 탄자니아 잔지바르 근해에서 길 넷 어업에 잡힌 돌고래의 위 내용물을 분석하여 남방큰돌고래의 먹이 생태를 조사했다. 위 내용물에서 발견된 먹잇감에는 생선 뼈 50종과 오징어 3종이 포함됐다. 연구진은 이 결과를 통해 가장 중요한 먹이 군은 어류라고 결론지었는데, 이 어류는 전체 먹잇감 항목 소비량의 87%를 차지했고 조사 대상인 26개의 위 중 24개에서 나타났다. 두족류는 먹잇감의 나머지 13%를 차지하고 26개의 위 중 13개에서 발견되었다. 일부 갑각류의 유해도 발견되었다. 그러나 연구진은 물고기가 위장에서 온전하게 발견되었기 때문에 식이 분석에 포함되지 않았기에 두 번째로 소비되었다고 가정한다.

## 행동
남방큰돌고래는 수백 마리 정도 무리 지어 살지만, 5~15마리 정도의 무리가 가장 일반적이다. 종의 일부에서, 그들은 일반적인 병코돌고래와 혹등돌고래와 같은 다른 돌고래 종과 연관된다.
일부 지역에서는 연중 내내 짝짓기와 분만이 발생하지만 짝짓기 및 분만의 절정기는 봄과 여름이다. 임신 기간은 약 12개월이다. 새끼는 길이가 0.84~1.5m(2.8~4.9ft)이고 무게는 9~21kg(20~46lb)이다. 새끼는 1.5년에서 2.0년 사이에 젖을 떼지만, 5년까지 어미와 함께 있을 수 있다. 여성의 출산 간격은 일반적으로 4.5년에서 6년 사이이다.
태평양의 일부에서 이 돌고래는 상어의 포식 대상이 되기도 한다. 수명은 40년 이상이다.
호주 Shark Bay에 위치한 남방큰돌고래는“스펀징”이라고 불리는 것을 함으로써 해면동물과 공생 관계를 맺는 것으로 생각된다. 돌고래는 해저에서 해면동물을 부수고 그것을 주둥이 위에 입는데, 물고기의 기질을 조사하기 위해 아마 도구로, 또는 단순히 놀기 위해서이다.
수생 포유류의 자연 사정에 대한 첫 번째 보고서와 영상은 2012년 일본 미쿠라 섬 인근의 야생 남방큰돌고래로부터 기록되었다.
Mornington 섬에 사는 호주 원주민 부족은 수천 년 동안 야생 돌고래와 의사소통을 해왔다. 그들은 "돌고래를 부르고 텔레파시로 그들에게 말하는 주술사를 가지고 있다“라고 한다. 이러한 의사소통을 통해 부족의 행운과 행복이 유지되고 있다고 확신한다.

## 제주도
제주도에 서식하고 있는 남방큰돌고래인 제주남방큰돌고래는 무분별한 자연환경 및 생태계 파괴로부터 보다 안전하고 안정할 수 있도록 서식지보호를 위해 천연기념물 지정이 시급하다고 전문가들은 지적하고 있다. 제주도의 천연기념물로는 제주마, 제주개 등이 지정된 바 있으며 해상풍력단지 조성의 과잉 시설이 제기되는 사회이슈로 더욱 제주도의 돌고래 보호가 절실한 것으로 알려져있다.

## 같이 보기
- 2013년 대한민국 남방큰돌고래 방사
- 제주남방큰돌고래